# Juan Cazares
Juan Ramón Cazares Sevillano (Cantone di Quinindé, 3 aprile 1992) è un calciatore ecuadoriano, centrocampista dell'Independiente del Valle.

## Caratteristiche tecniche
È un trequartista dotato di ottima velocità e dribbling, che gli permettono di essere impiegato eventualmente come esterno di centrocampo.

## Carriera

### Club
Ha esordito nel 2009 in prima squadra dove ha collezionato 9 presenze, per poi trasferirsi al River Plate.

### Nazionale
Nel 2011 viene convocato nell'Under-20 per prendere parte al campionato mondiale di categoria.
Viene convocato per la Copa América Centenario negli Stati Uniti.

## Palmarès

### Club

#### Competizioni nazionali
- Campionato argentino di seconda divisione: 2

River Plate: 2011-2012
Banfield: 2013-2014

#### Competizioni giovanili
- Coppa Libertadores Under-20: 1

River Plate: 2012

### Individuale
- Miglior giocatore della Coppa Libertadores Under-20: 1

2012